# Habenaria macraithii
Habenaria macraithii är en orkidéart som beskrevs av Peter S. `Bill' Lavarack. Habenaria macraithii ingår i släktet Habenaria och familjen orkidéer. Inga underarter finns listade i Catalogue of Life.